# Thuiaria thujarioides
Thuiaria thujarioides är en nässeldjursart som först beskrevs av Clark 1876.  Thuiaria thujarioides ingår i släktet Thuiaria och familjen Sertulariidae. Inga underarter finns listade i Catalogue of Life.